# Cleveland Grand Prix 1989
Cleveland Grand Prix 1989 var ett race som var den sjunde deltävlingen i PPG IndyCar World Series 1989. Racet kördes den 9 juli på Burke Lakefront Airport i Cleveland, Ohio. Emerson Fittipaldi tog sin tredje raka seger, och utökade sin mästerskapsledning. Mario Andretti blev tvåa, med Bobby Rahal på tredje plats.

## Slutresultat
| Plats | Förare             | Team                     | Grid | Kvaltid  |
| ----- | ------------------ | ------------------------ | ---- | -------- |
| 1     | Emerson Fittipaldi | Patrick Racing           | 2    | 1.05,028 |
| 2     | Mario Andretti     | Newman/Haas Racing       | 3    | 1.05,654 |
| 3     | Bobby Rahal        | Kraco Racing             | 8    | 1.06,450 |
| 4     | Teo Fabi           | Porsche Motorsports      | 5    | 1.05,878 |
| 5     | Rick Mears         | Penske Racing            | 4    | 1.05,656 |
| 6     | Scott Pruett       | Truesports Co.           | 9    | 1.06,546 |
| 7     | Al Unser Jr.       | Galles Racing            | 7    | 1.06,403 |
| 8     | Raul Boesel        | Doug Shierson Racing     | 12   | 1.07,365 |
| 9     | Arie Luyendyk      | Dick Simon Racing        | 6    | 1.06,396 |
| 10    | Al Unser           | Penske Racing            | 16   | 1.07,839 |
| 11    | Kevin Cogan        | Machinists Union Racing  | 13   | 1.07,551 |
| 12    | Didier Theys       | Hemelgarn Racing         | 11   | 1.07,122 |
| 13    | Roberto Guerrero   | Alex Morales Racing      | 21   | 1.08,597 |
| 14    | Pancho Carter      | Leader Cards Racing      | 19   | 1.09,118 |
| 15    | Jeff Wood          | Gohr Racing              | 28   | 1.13,454 |
| 16    | John Paul Jr.      | Bettenhausen Motorsports | 18   | 1.08,109 |
| 17    | Steve Saleen       | Saleen Autosport         | 26   | 1.11,128 |
| 18    | Michael Andretti   | Newman/Haas Racing       | 1    | 1.04,636 |
| 19    | Bernard Jourdain   | Andale Racing            | 22   | 1.09,197 |
| 20    | Tom Sneva          | Vince Granatelli Racing  | 23   | 1.09,765 |
| 21    | Guido Daccò        | Dale Coyne Racing        | 27   | 1.12,545 |
| 22    | Derek Daly         | Raynor Motorsports Group | 10   | 1.06,603 |
| 23    | Randy Lewis        | Teamkar International    | 25   | 1.10,511 |
| 24    | James Weaver       | Dyson Racing             | 14   | 1.07,633 |
| 25    | John Jones         | Protofab Racing          | 20   | 1.08,224 |
| 26    | Fabrizio Barbazza  | Arciero Racing           | 15   | 1.07,812 |
| 27    | Scott Atchison     | Euromotorsport           | 24   | 1.10,067 |
| 28    | Scott Brayton      | Dick Simon Racing        | 17   | 1.08,094 |